# 院北站
院北站（：／ Wonbuk yeok */?）曾經为韩国铁路庆全线上的一座鐵路站，位于庆尚南道咸安郡郡北面院北里，已于2012年废止。

## 历史
- 1925年6月15日，落成使用[1]。
- 1944年6月15日，停止使用[2]。
- 1957年2月11日，重新使用[3]。
- 2012年10月23日，停止使用。